# Concavocephalus
Concavocephalus är ett släkte av spindlar. Concavocephalus ingår i familjen täckvävarspindlar.
Kladogram enligt Catalogue of Life:
| Concavocephalus | \| \| Concavocephalus eskovi \| \| \| \| \| \| Concavocephalus rubens \| \| \| \| |
|                 | \| \| Concavocephalus eskovi \| \| \| \| \| \| Concavocephalus rubens \| \| \| \| |
|                 | Concavocephalus eskovi                                                            |
|                 |                                                                                   |
|                 | Concavocephalus rubens                                                            |
|                 |                                                                                   |